# Морговський Аркадій Йосипович
Аркадій Йосипович Морговський (нар. 30 березня 1945 — пом. 26 серпня 2014, США) — радянський футболіст, тренер та футбольний арбітр. Виступав на позиції захисника та півзахисника.

## Кар'єра гравця
Вихованець київського «Динамо», перший тренер — М. Фоміних. Футбольну кар'єру розпочав у складі олександрійського «Шахтаря». У класі «Б» відіграв 4 сезони. Потім перейшов до хмельницького «Динамо», за команду майстрів виступав протягом трьох сезонів. Ще два сезони провів за аматорську команду хмельничан. По ходу 1972 року сезону повертається на Кіровоградщину, де приєднався до аматорського колективу «Авангард» (Світловодськ), у 1973 році — прийняв запрошення «Зірки». За команду з обласного центру зіграв 9 матчів у класі «Б». Кар'єру гравця завершив наступного року в складі хмельницького «Поділля».

## Кар'єра тренера та футбольного арбітра
По завершенні кар'єри гравця розпочав тренерську діяльність. З 1975 по 1980 рік допомагав тренувати та працював начальником команди «Поділля». У 1981 році — головний тренер аматорського «Поділля-клубна» (Хмельницький). З 1982 по 1983 рік знову допомагав тренувати команду майстрів «Поділля». З 1985 по 1989 рік працював футбольним арбітром, мав республіканську категорію. Обслуговував 5 матчів як боковий арбітр. З липня й до кінця 1990 року знову допомагав тренувати «Поділля».
Серед його вихованців — Андрій Кирлик
Помер 26 серпня 2014 року у США.